# Campeonato Europeo de Halterofilia de 1960
El XL Campeonato Europeo de Halterofilia se celebró en Milán (Italia) entre el 3 y el 5 de mayo de 1960 bajo la organización de la Federación Europea de Halterofilia (EWF) y la Federación Italiana de Halterofilia.

## Medallistas
| Evento  | Oro                                | Plata                                 | Bronce                             |
| ------- | ---------------------------------- | ------------------------------------- | ---------------------------------- |
| 56 kg   | Vladimir Stogov URSS 330,0         | Imre Földi · Hungría · 310,0          | Marian Jankowski · Polonia · 307,5 |
| 60 kg   | Yevgueni Minayev URSS 360,0        | Sebastiano Mannironi · Italia · 352,5 | Rudolf Kozłowski · Polonia · 307,5 |
| 67,5 kg | Marian Zieliński · Polonia · 377,5 | Mustafa Yagly-Ogly URSS 375,0         | Zdeněk Otáhal Checoslovaquia 355,0 |
| 75 kg   | Alexandr Kurynov URSS 420,0        | Győző Veres · Hungría · 397,5         | Jan Bochenek · Polonia · 385,0     |
| 82,5 kg | Rudolf Pliukfelder URSS 442,5      | Ireneusz Paliński · Polonia · 425,0   | Marcel Paterni Francia 415,0       |
| 90 kg   | Vitali Dvigun URSS 442,5           | Vladimir Savov Bulgaria 417,5         | Lazăr Baroga Rumania 417,5         |
| +90 kg  | Yuri Vlasov URSS 500,0             | Ivan Veselinov Bulgaria 460,0         | Alberto Pigaiani · Italia · 445,0  |

1. 1 2 3  Fuerza (kg) + arrancada (kg) + dos tiempos (kg) = TOTAL (kg)

## Medallero
| Núm. | País           | Oro | Plata | Bronce | Total |
| ---- | -------------- | --- | ----- | ------ | ----- |
| 1    | URSS           | 6   | 1     | 0      | 7     |
| 2    | Polonia        | 1   | 1     | 3      | 5     |
| 3    | Bulgaria       | 0   | 2     | 0      | 2     |
| 3    | Hungría        | 0   | 2     | 0      | 2     |
| 5    | Italia         | 0   | 1     | 1      | 2     |
| 6    | Checoslovaquia | 0   | 0     | 1      | 1     |
| 6    | Francia        | 0   | 0     | 1      | 1     |
| 6    | Rumania        | 0   | 0     | 1      | 1     |
|      | TOTAL          | 7   | 7     | 7      | 21    |